# Jurica Vučko
Jurico Vučko (Spalato, 8 ottobre 1976) è un allenatore di calcio ed ex calciatore croato, di ruolo attaccante.

## Biografia
Nato a Spalato, anche suo fratello minore Luka è stato un calciatore dell'Hajduk Spalato e della Croazia.

## Carriera

### Giocatore

#### Club
Esordì con l'Hajduk Spalato il 16 agosto 1995 nei sedicesimi di finale di Coppa di Croazia 1995-1996 contro il Pomorac. Nel 2000 con i bili vinse la Coppa di Croazia segnando una doppietta nella finale di andata ai danni della Dinamo Zagabria. 
Vanta 28 presenze nella Primera División (Spagna) e 11 incontri con 5 reti in Coppa UEFA.

#### Nazionale
Con la nazionale esordì il 10 ottobre 1998 contro Malta nella partita valida per le qualificazioni ad Euro 2000. L'ultima partita con la nazionale la disputò nel 2001 contro il San Marino nella partita valida per la qualificazione al mondiale del 2002. 
Vestì la maglia dei vatreni per un totale di quattro partite.

## Statistiche

### Cronologia presenze e reti in nazionale
| Cronologia completa delle presenze e delle reti in nazionale ― Croazia | Cronologia completa delle presenze e delle reti in nazionale ― Croazia | Cronologia completa delle presenze e delle reti in nazionale ― Croazia | Cronologia completa delle presenze e delle reti in nazionale ― Croazia | Cronologia completa delle presenze e delle reti in nazionale ― Croazia | Cronologia completa delle presenze e delle reti in nazionale ― Croazia | Cronologia completa delle presenze e delle reti in nazionale ― Croazia | Cronologia completa delle presenze e delle reti in nazionale ― Croazia |
| Data                                                                   | Città                                                                  | In casa                                                                | Risultato                                                              | Ospiti                                                                 | Competizione                                                           | Reti                                                                   | Note                                                                   |
| ---------------------------------------------------------------------- | ---------------------------------------------------------------------- | ---------------------------------------------------------------------- | ---------------------------------------------------------------------- | ---------------------------------------------------------------------- | ---------------------------------------------------------------------- | ---------------------------------------------------------------------- | ---------------------------------------------------------------------- |
| 10-10-1998                                                             | Ta' Qali                                                               | Malta                                                                  | 1 – 4                                                                  | Croazia                                                                | Qual. Euro 2000                                                        | -                                                                      | 16’                                                                    |
| 23-2-2000                                                              | Spalato                                                                | Croazia                                                                | 0 – 0                                                                  | Spagna                                                                 | Amichevole                                                             | -                                                                      | 67’                                                                    |
| 28-5-2000                                                              | Zagabria                                                               | Croazia                                                                | 0 – 2                                                                  | Francia                                                                | Amichevole                                                             | -                                                                      | 46’                                                                    |
| 2-6-2001                                                               | Varaždin                                                               | Croazia                                                                | 4 – 0                                                                  | San Marino                                                             | Amichevole                                                             | -                                                                      | 77’                                                                    |
| Totale                                                                 |                                                                        | Presenze                                                               | 4                                                                      |                                                                        | Reti                                                                   | 0                                                                      |                                                                        |

| Cronologia completa delle presenze e delle reti in nazionale ― Croazia under 21 | Cronologia completa delle presenze e delle reti in nazionale ― Croazia under 21 | Cronologia completa delle presenze e delle reti in nazionale ― Croazia under 21 | Cronologia completa delle presenze e delle reti in nazionale ― Croazia under 21 | Cronologia completa delle presenze e delle reti in nazionale ― Croazia under 21 | Cronologia completa delle presenze e delle reti in nazionale ― Croazia under 21 | Cronologia completa delle presenze e delle reti in nazionale ― Croazia under 21 | Cronologia completa delle presenze e delle reti in nazionale ― Croazia under 21 |
| Data                                                                            | Città                                                                           | In casa                                                                         | Risultato                                                                       | Ospiti                                                                          | Competizione                                                                    | Reti                                                                            | Note                                                                            |
| ------------------------------------------------------------------------------- | ------------------------------------------------------------------------------- | ------------------------------------------------------------------------------- | ------------------------------------------------------------------------------- | ------------------------------------------------------------------------------- | ------------------------------------------------------------------------------- | ------------------------------------------------------------------------------- | ------------------------------------------------------------------------------- |
| 26-3-1996                                                                       | Čakovec                                                                         | Croazia under 21                                                                | 0 – 0                                                                           | Israele under 21                                                                | Amichevole                                                                      | -                                                                               |                                                                                 |
| 23-4-1996                                                                       | Sunderland                                                                      | Inghilterra under 21                                                            | 0 – 1                                                                           | Croazia under 21                                                                | Amichevole                                                                      | 1                                                                               | 79’                                                                             |
| 8-10-1996                                                                       | Zenica                                                                          | Bosnia ed Erzegovina under 21                                                   | 3 – 1                                                                           | Croazia under 21                                                                | Qual. Europeo Under-21 1998                                                     | -                                                                               | 51’                                                                             |
| 9-11-1996                                                                       | Karlovac                                                                        | Croazia under 21                                                                | 0 – 1                                                                           | Grecia under 21                                                                 | Qual. Europeo Under-21 1998                                                     | -                                                                               |                                                                                 |
| 28-3-1997                                                                       | Sebenico                                                                        | Croazia under 21                                                                | 2 – 0                                                                           | Danimarca under 21                                                              | Qual. Europeo Under-21 1998                                                     | 1                                                                               |                                                                                 |
| 3-4-1997                                                                        | Sebenico                                                                        | Croazia under 21                                                                | 2 – 0                                                                           | Slovenia under 21                                                               | Qual. Europeo Under-21 1998                                                     | -                                                                               | 53’                                                                             |
| 29-4-1997                                                                       | Edessa                                                                          | Grecia under 21                                                                 | 2 – 0                                                                           | Croazia under 21                                                                | Qual. Europeo Under-21 1998                                                     | -                                                                               | 67’                                                                             |
| Totale                                                                          |                                                                                 | Presenze                                                                        | 7                                                                               |                                                                                 | Reti                                                                            | 2                                                                               |                                                                                 |

| Cronologia completa delle presenze e delle reti in nazionale ― Croazia under 19 | Cronologia completa delle presenze e delle reti in nazionale ― Croazia under 19 | Cronologia completa delle presenze e delle reti in nazionale ― Croazia under 19 | Cronologia completa delle presenze e delle reti in nazionale ― Croazia under 19 | Cronologia completa delle presenze e delle reti in nazionale ― Croazia under 19 | Cronologia completa delle presenze e delle reti in nazionale ― Croazia under 19 | Cronologia completa delle presenze e delle reti in nazionale ― Croazia under 19 | Cronologia completa delle presenze e delle reti in nazionale ― Croazia under 19 |
| Data                                                                            | Città                                                                           | In casa                                                                         | Risultato                                                                       | Ospiti                                                                          | Competizione                                                                    | Reti                                                                            | Note                                                                            |
| ------------------------------------------------------------------------------- | ------------------------------------------------------------------------------- | ------------------------------------------------------------------------------- | ------------------------------------------------------------------------------- | ------------------------------------------------------------------------------- | ------------------------------------------------------------------------------- | ------------------------------------------------------------------------------- | ------------------------------------------------------------------------------- |
| 22-11-1994                                                                      | Adalia                                                                          | Croazia under 19                                                                | 0 – 7                                                                           | Turchia under 19                                                                | Qual. Europeo Under-19 1995                                                     | -                                                                               |                                                                                 |
| 24-11-1994                                                                      | Adalia                                                                          | Portogallo under 19                                                             | 2 – 1                                                                           | Croazia under 19                                                                | Qual. Europeo Under-19 1995                                                     | -                                                                               |                                                                                 |
| Totale                                                                          |                                                                                 | Presenze                                                                        | 2                                                                               |                                                                                 | Reti                                                                            | 0                                                                               |                                                                                 |

## Palmarès

### Competizioni nazionali
- Coppa di Croazia: 1

Hajduk Spalato: 1999-2000